# 鳳凰古城駅 (リニア)
鳳凰古城駅（ほうおうこじょうえき）は、中華人民共和国湖南省鳳凰県に位置する鳳凰磁気浮上式観光特急線の駅である。

## 歴史
- 2022年5月1日: 開業[1]。

## 隣の駅
鳳凰磁気浮上式観光特急線
■鳳凰磁気浮上式観光特急線
世外桃源駅 - 鳳凰古城駅

## 乗り換え
- 中国国営鉄道

鳳凰古城駅